# Insula Hațeg

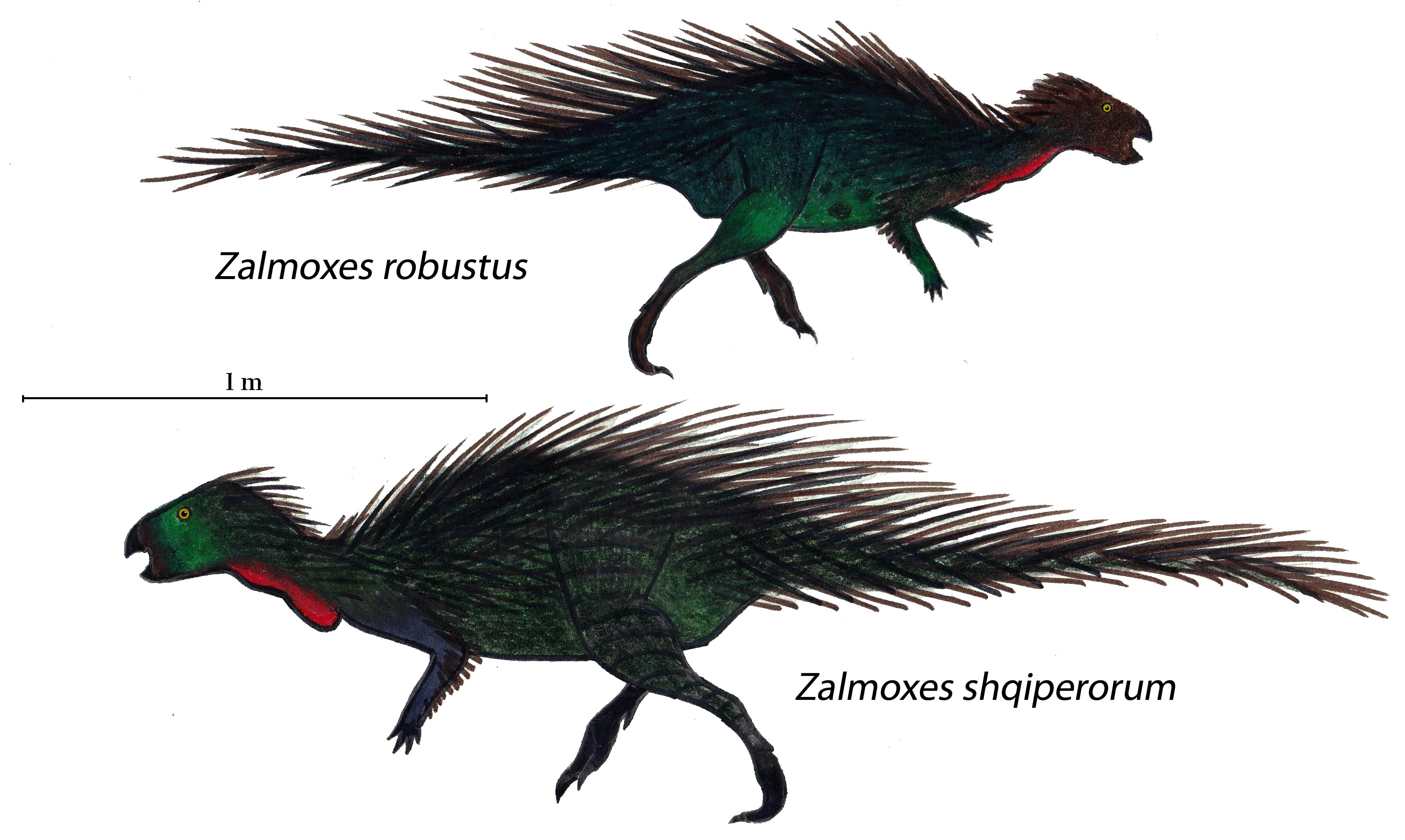
Reconstrucția lui Zalmoxes robustus, un dinozaur erbivor din ecosistemul insulei Hațeg

Insula Hațeg a fost o insulă tropicală din Marea Tetis în timpul erei cretacice (147 - 65 milioane ani în urmă). Se situa în zona care corespunde azi bazinului Hațeg sau Țării Hațegului, de unde și numele insulei. Fosile de vârstă maastrichtiană de dinozauri pitici au fost descoperite în rocile insulei.
Ea a fost formată, în principal, prin ridicarea tectonică în timpul  orogenezei alpine timpurii, cauzată de coliziunea plăcilor africană și eurasiatică spre sfârșitul cretacicului. Nu există un analog real în prezent, dar, în general, insula Hainan din largul coastei Chinei este probabil cea mai apropiată în ceea ce privește clima, geologia și topografia. Vegetația și fauna, de exemplu, au fost, desigur, complet diferite de cele de astăzi.
Paleontologul Franz Nopcsa a introdus teoria conform căreia mărimea animalelor era determinată de disponibilitatea limitată de resurse pe care le presupunea mediul insular. De aici și forma specifică de piticism întâlnită la scheletele de dinozauri descoperite în zonă. Teoria „nanismului insular” a lui Nopcsa a devenit general acceptată. Noile descoperiri sugerează însă că nu toți dinozaurii din Hațeg au avut talii modeste, cu unele exemplare care atingeau lungimi de până la 15 m, ceea ce cu greu poate fi interpretat ca „pitic”.

## Fauna
Aproximativ nouă specii de dinozauri și mai multe specii de pterosaur sunt considerate a fi indigene pe insulă. Majoritatea acestor animale erau versiuni mai mici ale  megafaunei continentale, care au devenit mai mici datorită naturii insulare, deși acest lucru nu s-a întâmplat pentru Hatzegopteryx care, fiind unul dintre cei mai mari pterosauri care au trăit vreodată, este un exemplu de gigantism insular. Mamiferele sunt aproape exclusiv reprezentate de multituberculate endemice, un grup endemic care a evoluat în izolarea insulei și a dezvoltat obiceiuri unice insectivore, precum și un singur eutherian.
Printre aceste animale se numără:

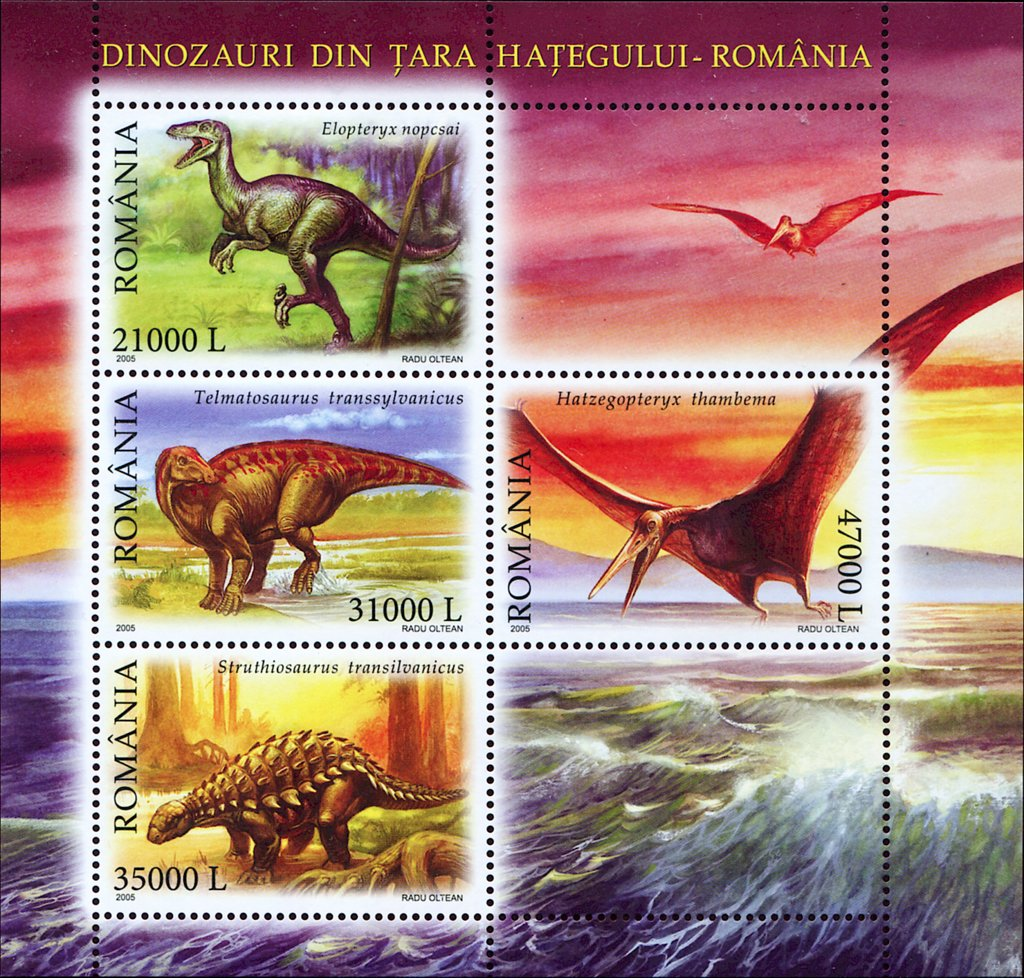
Dinozauri de Țara Hațegului, timbre românești emise în 2016.

- Allodaposuchus precedens, un crocodiloid
- Theriosuchus sympiestodon, un atoposaurid
- Barbatodon, un gen de multituberculate reprezentate de cel puțin trei specii
- Kogaionon ungureanui, o multituberculată
- Litovoi tholocephalos
- Hatzegopteryx thambema, un azhdarchid
- Rhabdodon priscus, un ornitopod
- Zalmoxes robustus, un ornitopod
- Telmatosaurus transylvanicus, un hadrosaur
- Struthiosaurus transylvanicus, un struthiosaurine nodosaur
- Magyarosaurus dacus, un titanozaur
- Paludititan nalatzensis, un titanozaur
- Elopteryx nopcsai, un elopterygine troodont
- "Megalosaurus hungaricus", un teropod
- Balaur bondoc, inițial descris ca un dromeosaurid, dar astăzi se crede a fi un exemplu timpuriu de pasăre insulară care nu zbura
- Bradycneme draculae, un alvarezsaurid
- Eurazhdarcho langendorfensis, un azhdarchid[necesită clarificare]
- Aprosuchus ghirai un crocodiliform